# Georges Didi-Huberman
Pour les articles homonymes, voir Huberman.
Georges Didi-Huberman, né le 13 juin 1953 à Saint-Étienne, est un philosophe et un historien de l'art, français. Maître de conférences puis directeur d'études à l’École des hautes études en sciences sociales, il est l'auteur d'une cinquantaine d'ouvrages et le récipiendaire de prix prestigieux. Il est le frère de la comédienne Évelyne Didi.

## Carrière
Fils de peintre, il se familiarise avec les ateliers. Après des études à l'université de Lyon en philosophie et histoire de l'art et un doctorat en sociologie et sémiologie des arts et des littératures obtenu en 1981 à l’École des hautes études en sciences sociales (EHESS), sous la direction de Louis Marin, il enseigne à l'Université de Paris-VII (1988-1989) avant d'être élu à l'EHESS maître de conférences en 1990 et directeur d'études en 2016.
Il a été « professeur invité » dans de nombreuses universités étrangères : Université Johns-Hopkins, Baltimore (1991, 1994) ; Université de Fribourg (1993) ; Université Northwestern, Evanston [Chicago] (1995, 1997–1999, 2005–2006) ; Université de Californie à Berkeley ; Université de Toronto, Princeton ; Christian Gauss Seminars in Criticism (1999) ; Institut Courtauld de Londres (1999) ; Staatliche Hochschule für Gestaltung, Karlsruhe (2000–2001) ; Kanazawa College of Art (2001) ; Université hébraïque de Jérusalem (2003) ; Université libre de Berlin (2003) ; Université « Ca' Foscari » de Venise (2004) ; Université de Bâle, Université-Eikones NFS Bildkritik (2008, 2011) ; Centre allemand d'histoire de l'art de Paris (2010–2011) ; Université libre de Bruxelles, Facultés universitaires Saint-Louis (2011), etc.
En 1982, il publie Invention de l’hystérie. Charcot et l’iconographie photographique de la Salpêtrière. En 2014, Sabine Arnaud revient sur l'invention de cette pathologie en publiant L’invention de l’hystérie au temps des Lumières (1670-1820).
Georges Didi-Huberman a été également chercheur invité à l'École française de Rome en 1982 et 1984, pensionnaire à l'Académie de France à Rome (Villa Médicis, 1986–1987), chercheur invité à la Fondation Berenson de la Villa I Tatti à Florence (Institut universitaire européen, 1986–1987), en résidence à Paris (Centre national du livre, 1989–1990), à la School of Advanced Study de Londres (Warburg Institute, 1998–1999), au Getty Research Institute de Los Angeles (2000, 2002 et 2005), au Zentrum für Literaturforschung (de) de Berlin (2004) et à l'Internationales Kolleg für Kulturtechnikforschung und Medienphilosophie (de) de Weimar (2008–2009).
Didi-Huberman a été également commissaire d'exposition : L'Empreinte pour le Centre Georges-Pompidou (Paris, 1997, en collaboration avec Didier Semin) ; Fables du lieu, pour le Fresnoy - Studio national des arts contemporains (Tourcoing, 2001) ; Atlas au Museo Nacional Centro de Arte Reina Sofía (Madrid, 2010) ; Soulèvement au Jeu de Paume à Paris entre 2016 et 2017.
Enfin, Georges Didi-Huberman est membre du Conseil artistique du Centre Georges-Pompidou, du Conseil scientifique de la Mission de préfiguration du Musée de l'Homme, des arts et des civilisations (Paris), Fellow of the Courtauld Institute of Art (Londres), membre honoraire du Center for Literature and Cultural Studies de Berlin et membre de différents comités éditoriaux (L'Inactuel, Études photographiques, Les Cahiers du Musée national d'art moderne, Journal of Visual Culture, Transbordeur, etc.)
En 2017, Georges Didi-Huberman a tenu deux cours publics et un séminaire dans le cadre de la Albertus-Magnus-Professur à Cologne.
En 2023, il a été distingué par un doctorat honoris causa de l'Académie des Beaux-Arts de Brera à Milan.

### Distinctions
Georges Didi-Huberman est récipiendaire de nombreux prix et distinctions : 
- Prix Richtenberger (Institut de France, 1990)[réf. nécessaire] ;
- Prix Hans-Reimer (Aby-Warburg-Stiftung de Hambourg, 1996) ;
- Médaille Martin Warnke 1997[6] ;
- Prix Houllevigue (Institut de France, 2000)[7] ;
- Alexander-von-Humboldt Research Award (2007)[réf. nécessaire] ;
- Premio Internacional de Ensayo, Círculo de Bellas Artes (Madrid, 2008)[8] ;
- Prix Napoli (2008, 2011)[9] ;
- Distinguished Lifetime Achievement Award for Writing on Art, College Art Association (2009)[10] ;
- Internationaler Forschungsförderpreis of the Max-Weber-Stiftung at the Historisches Kolleg (Munich, 2014)[11] ;
- Prix Gay-Lussac Humboldt (Berlin, 2006)[12] ;
- Prix Theodor-W.-Adorno (2015)[13] ;
- Prix La Bruyère (2018)[14] ;
- Grand prix SGDL de la non-fiction (2018)[15].
- Prix Aby-Warburg de la ville de Hambourg (2020)[16] ;
- Prix spécial Walter Benjamin pour l'ensemble de l'œuvre (2021)[17].

Il a été également élu Professeur honoris causa de l'Universidad Nacional de Tres de Febrero (Buenos Aires, 2014) et Docteur honoris causa de l'Université du Québec à Montréal (2014).
Du 11 au 13 juin 2013, un colloque d'hommage (Images, passions, langage. Autour de l'œuvre de Georges Didi-Huberman) a été organisé pour célébrer ses 60 ans à la Bibliothèque Nationale de France, au Centre allemand d'histoire de l'art et au Musée d'art et d'histoire du judaïsme, à l'initiative d'Emmanuel Alloa, Andreas Beyer, Peter Geimer, Ludger Schwarte et Sigrid Weigel.

## Œuvre

### Ouvrages
- Invention de l’hystérie. Charcot et l’iconographie photographique de la Salpêtrière, Macula, 1982  (ISBN 9782865890040)
- Mémorandum de la peste. Le fléau d’imaginer, Christian Bourgois, 1983  (ISBN 9782267018660)
- La Peinture incarnée suivi du Chef-d'œuvre inconnu de Balzac, Minuit, 1985  (ISBN 9782707310095)
- Fra Angelico. Dissemblance et figuration, Flammarion, 1990  (ISBN 9782081227750)
- Devant l’image. Questions posées aux fins d'une histoire de l'art, Minuit, 1990  (ISBN 9782707313362)
- Ce que nous voyons, ce qui nous regarde, Minuit, 1992  (ISBN 9782707314291)
- Le Cube et le visage. Autour d’une sculpture d'Alberto Giacometti, Macula, 1992  (ISBN 9782865890408)
- Saint Georges et le dragon : versions d'une légende, Éd. Adam Biro, 1994, 168 p.  (ISBN 9782876601390)
- L'Empreinte du ciel, présentation des Caprices de la foudre, Éditions Antigone, 1994  (ISBN 9782864323792)
- La Ressemblance informe ou Le Gai Savoir visuel selon Georges Bataille, Macula, 1995  (ISBN 9782865890521) ; rééd.augmentée 2019  (ISBN 9782865891122)
- Phasmes. Essais sur l'apparition, Minuit 1998  (ISBN 9782707316288)
- L’Étoilement, conversation avec Simon Hantaï, Minuit, 1998  (ISBN 9782707316301)
- La Demeure, la souche, sur Pascal Convert, Minuit, 1999  (ISBN 9782707316813)
- Ouvrir Vénus. Nudité, rêve, cruauté, Gallimard, 1999  (ISBN 9782070757206)
- Devant le temps : Histoire de l’art et anachronisme des images, Minuit, 2000  (ISBN 9782707317261)

- Être crâne, sur Giuseppe Penone, Minuit, 2000  (ISBN 9782707317070)
- L’Homme qui marchait dans la couleur, sur James Turrell, Minuit, 2001  (ISBN 9782707317360)
- Génie du non-lieu, sur Claudio Parmiggiani, Minuit, 2001  (ISBN 9782707317377)
- L’Image survivante, Minuit, 2002  (ISBN 9782707317728)
- Ninfa
  - Ninfa moderna. Essai sur le drapé tombé, Gallimard, coll. « Art et Artistes », 2002  (ISBN 9782070763757)
  - Ninfa fluida. Essai sur le drapé-désir, Gallimard, coll. « Art et Artistes », 2015  (ISBN 9782070107568)
  - Ninfa profunda. Essai sur le drapé-tourmente, Gallimard, coll. « Art et Artistes », 2017  (ISBN 9782916623047)
  - Ninfa dolorosa. Essai sur la mémoire d'un geste, Gallimard, coll. « Art et Artistes », 2019  (ISBN 9782072821523)

- Images malgré tout, Minuit, 2004  (ISBN 9782707318589)
- Gestes d’air et de pierre, Minuit, 2005  (ISBN 9782707319012)
- Le Danseur des solitudes, sur Israel Galván, Minuit, 2006  (ISBN 9782707319586)
- L'Image ouverte. Motifs de l'incarnation dans les arts visuels, Gallimard, 2007  (ISBN 9782070779499)
- La Ressemblance par contact, Minuit, 2008  (ISBN 9782707320360)
- Survivance des lucioles, Paris, Minuit, « Paradoxe », 2009, 144 p.  (ISBN 9782707320988)
- L'Œil de l'histoire
  - Tome 1 : Quand les images prennent position, Minuit, 2009  (ISBN 9782707320377)
  - Tome 2 : Remontages du temps subi, Minuit, 2010  (ISBN 9782707321367)
  - Tome 3 : Atlas ou le Gai savoir inquiet, Minuit, 2011  (ISBN 9782707322005)
  - Tome 4 : Peuples exposés, peuples figurants, Minuit, 2012  (ISBN 9782707322654)
  - Tome 5 : Passés cités par JLG, Minuit, 2015  (ISBN 9782707328489)
  - Tome 6 : Peuples en larmes, peuples en armes, Minuit, 2016  (ISBN 9782707329622)
- Écorces, Minuit, 2011  (ISBN 9782707322203)
- L'Album de l'art à l'époque du « Musée imaginaire », Éditions Hazan, 2013  (ISBN 9782754106856)
- Sur le fil, Minuit, 2013  (ISBN 9782707322821)
- Blancs soucis, Minuit, 2013  (ISBN 9782707322838)
- Phalènes. Essais sur l'apparition, volume 2, Minuit, 2013  (ISBN 9782707323279)
- Quelle émotion ! Quelle émotion ?, Bayard, 2013,  (ISBN 9782227486805)
- La Traversée, photographies de Mathieu Pernot, texte de Georges Didi-Huberman, Le Point du Jour, Jeu de Paume, 2014  (ISBN 9782912132789)
- Sentir le Grisou, Minuit, 2014  (ISBN 9782707323392)
- Essayer voir, Minuit, 2014  (ISBN 9782707323651)
- Sortir du noir, Minuit, 2015  (ISBN 9782707329462)
- Passer, quoi qu'il en coûte, avec Niki Giannari, Minuit, 2017  (ISBN 9782707343901)
- À livres ouverts, Paris, Éditions de l'INHA, coll. « Dits », 2017  (ISBN 9782917902417)
- Aperçues, Minuit, 2018  (ISBN 9782707343345)
- Désirer désobéir. Ce qui nous soulève, volume 1, Minuit, 2019  (ISBN 9782707345226)
- Pour commencer encore, dialogue avec Philippe Roux, Argol, coll. « Les Singuliers », 2019  (ISBN 9782370690173)

- Éparses. Voyage dans les papiers du Ghetto de Varsovie, Minuit, 2020  (ISBN 9782707346056)
- Futurs antérieurs, photographies de Jacqueline Salmon, Loco, 2021  (ISBN 9782843140372)
- Imaginer recommencer. Ce qui nous soulève, volume 2, Minuit, 2021  (ISBN 9782707346995)
- Le témoin jusqu'au bout. Une lecture de Victor Klemperer, Minuit, 2022  (ISBN 9782707347541)
- Pour quoi obéir ?, Bayard, 2022  (ISBN 9782227500693)
- Brouillards de peines et de désirs. Faits d'affects, 1, Minuit, 2023  (ISBN 9782707348159)
- Tables de montage. Regarder, recueillir, raconter, Saint-Germain-la-Blanche-Herbe, Éditions de l'IMEC, coll. « Le lieu de l’archive », 2023  (ISBN 9782359430417)
- La ressemblance inquiète
  - L'Humanisme altéré, I, Gallimard, coll. « Art et Artistes », 2023  (ISBN 9782073000927)
  - Des visages entre les draps, II, Gallimard, coll. « Art et Artistes », 2024  (ISBN 9782073000972)
- La fabrique des émotions disjointes, Minuit, « Paradoxe », 2024  (ISBN 9782707349873)
- Gestes critiques, Klincksieck, « Critique de la politique », 2024  (ISBN 9782252047521)

### Articles
- « Le cynisme iconographique », Études françaises, volume 21, numéro 1, printemps 1985, p. 69–82 (lire en ligne).
- « Aperçues (fragments d’un journal) », Études françaises, vol. 51, no 2,‎ 2015, p. 47-67 (lire en ligne).
- « Faire danser la pensée », Perspective, 2 | 2020, 10-16 [mis en ligne le 30 juin 2021, consulté le 31 janvier 2022. URL : http://journals.openedition.org/perspective/19845 ; DOI : https://doi.org/10.4000/perspective.19845].

## Sources
- Revue Nunc, no 26, février 2012 - Cahier G. Didi-Huberman dirigé par Jérôme de Gramont - Éditions de Corlevour (sommaire du n° 26)
- Penser par les images. Autour des travaux de Georges Didi-Hubermann, dir. Laurent Zimmermann, Cécile Defaut, 2006.
- Devant les images. Penser l’art et l’histoire avec Georges Didi-Huberman, sous la direction de Thierry Davila et Pierre Sauvanet, Dijon, Les Presses du Réel, coll. « Perceptions », 2011.
- Isabelle Décarie, « ‘‘Images pour que notre main s’émeuve’’ : regard, écriture et survivance chez Georges Didi-Huberman », Études françaises, vol. 51, no 2,‎ 2015, p. 101-118 (lire en ligne).
- Revue Images, Images. Journal of Visual and Cultural Studies 5 (2017), numéro spécial "Didi-Huberman, déplier l'image", textes réunis par Laura Marin (contributions de Georges Didi-Huberman, Nigel Saint, Vlad Ionescu, Bertrand Prévost, Andrea Pinotti, Sorin Alexandrescu, Adrian Tudurachi, Maud Hagelstein, Eric Marty et Emmanuel Alloa).
- Revue Europe (2018), numéro spécial "Georges Didi-Huberman.
- Revue Angelaki. Journal of the Theoretical Humanities (2018), numéro spécial "Critical Image Configurations. The Work of Georges Didi-Huberman".